# 楚藩案
楚藩案，是明朝萬曆年間楚國（楚藩）發生的兩次事件，即「伪楚王案」、「楚宗劫槓案」，學者常認為這是妖書案鬥爭的一部份，細節可分為「二書二楚」四大案，即「第一次妖書案」、「第二次妖書案」、「伪楚王案」、「楚宗劫槓案」等四案。

## 伪楚王案
万历卅一年（1603年）三月，楚王宗人、辅国中尉朱华赿向朝廷告發楚王朱华奎並非楚恭王之子，是楚恭王妻兄王如言的侍妾尤金梅所生。首辅沈一贯因與朱华奎友好，于是授意通政使沈子木暫將奏疏壓下不表。朱华赿不服，親自上訪燕京，北告御狀。礼部右侍郎郭正域主张进行調查。沈一贯反對無效，最後由巡抚和巡按御史会同勘问。但察無實證，只有王如言的女儿（朱华赿的妻子）一口咬定朱华奎是“伪王”。沈一贯與郭正域自是有仇恨，给事中钱梦皋劾奏郭氏“陷害宗藩”。郭正域憤而辭官，朱华赿則被廢為庶人，禁錮於鳳陽高墙。

## 楚宗劫槓案
伪楚王案又引發了楚宗劫槓案，萬曆卅三年（1605年），萬曆帝覬覦楚王家財，楚王朱华奎只好以皇槓搬運白銀貳萬兩貢獻朝廷。运送途中，被不滿伪楚王案的楚國宗室朱蕴鉁等人劫走。湖广巡抚赵可怀訊問時，被朱蕴鉁和朱蕴鍧打死。湖廣右參政薛三才、按察使李燾、巡按吳楷即向朝廷報告楚國宗室作亂。沈一貫立刻調集鄖陽巡撫胡襟寰兵馬，打算攻打楚國，楚國宗室自危，李燾上奏，此為刑案，並非謀叛，朝廷方才止兵。万历帝斬殺朱蕴鉁與朱蕴鍧，賜死朱华堆等四人，幽禁朱华焦、朱蕴钫等四十五人，楚國宗室人心惶然。